# Hans Niessl
Hans Niessl (Zurndorf, 12 giugno 1951) è un politico austriaco, presidente Land del Burgenland dal 2000 al 2019.

## Biografia
Hans Niessl ha lavorato come preside di una scuola secondaria. Dal 1984 al 2000 è stato sindaco del comune di Frauenkirchen. Dal 1996 al 2000 è stato deputato e poi presidente del SPÖ nel Burgenland.
Alle elezioni regionali del 9 ottobre 2005, l'SPÖ vinse assegnando ad Hans Niessl una vittoria storica per la prima volta dagli anni '80 con un consenso di oltre il 52% dei voti, la maggioranza assoluta dei seggi.
Nelle elezioni di stato tenutesi nel 2015, l'SPÖ ha raggiunto con Hans Niessl candidato il 41,92% dei voti.
Niessl è sposato e ha avuto un figlio da questo matrimonio.